# Xiaoyao
Xiaoyao (kinesiska: 逍遥, 逍遥镇) är en köping i Kina. Den ligger i provinsen Henan, i den centrala delen av landet, omkring 130 kilometer sydost om provinshuvudstaden Zhengzhou. Antalet invånare är 38 867. Befolkningen består av 19 000 kvinnor och 19 867 män. Barn under 15 år utgör 23,0 %, vuxna 15-64 år 67 %, och äldre över 65 år 9,0 %.
Genomsnittlig årsnederbörd är 863 millimeter. Den regnigaste månaden är juli, med i genomsnitt 176 mm nederbörd, och den torraste är januari, med 7 mm nederbörd.